# Двострука веза
Двострука веза у хемији је хемијска веза између атома два хемијска елемента која укључује четири везана електрона уместо уобичајених два.

### Начин грађења везе
Начин грађења двоструке везе ће бити представљен на примеру двоструке везе код алкена.
Угљеник има електронску конфигурацију:
{\displaystyle 1s^{2}2s^{2}2p^{2}}.
Електрони из 1s орбитале не учествују у грађењу везе. Њен настанак се објашњава sp² хибридизацијом. Наиме, један електрон из 2s прелази у 2р орбиталу. Приликом настанка двоструке везе између угљеникових атома долази до својеврсног мешања, односно хибридизације три орбитале (једне s и две р), док трећи електрон у преосталој 2р орбитали код оба угљеника не учествује у хибридизацији. Тако долази до настанка три sp² хибридне орбитале. Пошто све три теже да се удаље једна од друге, угао који узајамно образују је 120°. Затим долази до преклапања једне хибридне орбитале једног угљениковог атома и једне хибридне орбитале другог угљениковог атома, при чему се гради сигма ({\displaystyle \sigma }) веза. Преостала два електрона стварају 2р орбитале које су нормалне на раван у којој се налазе хибридне орбитале, па долази до поклапања и стварања π везе. То значи да се двострука веза састоји од једне π и једне {\displaystyle \sigma } везе и њена енергија везе је већа у односу на једноструку везу.

## Двострука веза код алкена
Функционална група код алкена је двострука веза између атома угљеника. Приликом давања назива по IUPAC-овој номенклатури изомерима алкена, води се рачуна да њихова функционална група буде обухваћена приликом одређивања најдужег низа. Нумерисање угљеникових атома у том низу врши се тако да атом који учествује у грађењу двостуке везе буде означен најнижим могућим бројем. Реактивност алкена се објашњава присутством двоструке везе, тачније π везе, јер је облак π електрона погодан за напад од стране других реагенса, па се та веза лако раскида приликом судара у реакцијама. 